# MRTニュースワイド
『MRTニュースワイド』（エムアールティーニュースワイド）は、宮崎放送（MRTテレビ）でかつて平日夕方に生放送されていた宮崎県向けのローカルワイドニュース番組。九州のJNN系列局初のニュースワイド番組。

## 概要
- 「MRTの開局20周年記念に新番組を」として1974年10月1日に放送開始した。

- 1974年10月時点でニュースワイド番組を実施していた系列局（当時）は6局のみ[1]であり、他系列局を含めてもニュースワイド番組が珍しい時代であった。

- 番組開始当初は社運をかけた番組ということもあり、制作部も番組製作を担当していた。この関係は1977年7月1日の放送まで2年3か月間続いた。

- 番組は、キー局・TBSの番組が『JNNニュースコープ』から『JNNニュースの森』へ改題されてもタイトルを変更しなかったが、後にTBSの番組が『JNNイブニング・ニュース』へリニューアルするのに伴い、2005年3月25日放送分をもって終了。

- 2005年3月28日から2009年3月27日までは『MRTイブニング・ニュース』として放送されるようになった。

## 放送時間
いずれも日本標準時。
- 18:00 - 18:30 （1974年10月1日 - 1990年3月30日）
- 18:29 - 18:55 （1990年4月2日 - 1999年3月26日）
- 18:29 - 19:00 （1999年3月29日 - 2000年3月31日）
- 18:23 - 19:00 （2000年4月3日 - 2002年3月22日）
- 18:19 - 18:55 （2002年3月25日 - 2005年3月25日）

## 歴代アンカーマン（順不同）
MRTニュースワイドでは「さまざまな情報を伝える」ということから、米国風としてニュースキャスターではなく「アンカーマン」の名称を使用した。
- 村上正義、井口直久（後にMRTの代表取締役社長を務めた。現在はMRTの代表取締役会長）、東治男、小林文俊、上岡信夫、堀要一郎、渡辺和夫、川上政行（現:フリーアナウンサー）、樫元洋、福田英明、後藤心平、田中正訓
- 今村静子、田中和子、倉園育子、林直子、中武優子、河野史子、嶋田仁美、平野早苗、江尻圭子、斉藤しおり、遠藤玲子、谷沢直美、伊藤佳子、関知子、宮本優香、石川小百合、月田洋美、丁野奈都子

### 番組終了時
- 馬登貴（当時MRT記者、2003年3月31日から担当）
- 茂木亮子（当時MRTアナウンサー、同上）
- 野田俊一郎（気象予報士）

## オープニング曲
- 「スペイン」チック・コリア（1980年代まで）
- 「Surprise」MEZZOFORTE（1980年代） - 番組用にアレンジしたオープニング曲